# 易雄
易雄（?—?），字興長，晉朝長沙瀏陽人。年輕時擔任縣吏，後來辭職。之後又擔任長沙郡主簿。張昌之亂時，長沙太守萬嗣被抓，將要被斬首，易雄為阻止太守被殺而與反賊爭辯。反賊大怒，喊人來把易雄拖出去斬首，結果易雄走的時候鎮靜自若。反賊很詫異，把易雄叫住，繼續與其辯論，易雄始終不肯改變自己的看法。反賊認為易雄很有膽量，於是將其和萬嗣一同釋放。易雄因此事而聞名。之後易雄舉孝廉，擔任州主簿，又升遷為別駕。之後易雄又辭職回家。後來再次出山擔任舂陵令。
王敦之亂時，湘州刺史、譙王司馬承起兵反對王敦。易雄在舂陵传送討伐王敦的檄文，數列王敦罪惡，並在舂陵招募士兵，幾天之內，就有千人響應。王敦派遣魏乂、李恆進攻舂陵，最終易雄被魏乂俘虜，並被押送到武昌，易雄拒絕投降，王敦將其釋放，不久又將其殺死。

## 延伸阅读
[在维基数据编辑]
 《晉書·卷089》，出自房玄齡《晉書》